# 尼古拉·日吉奇
尼古拉·日吉奇（1980年9月25日—），已退役塞尔维亚足球运动员，司职前锋。

## 生平

### 球會
贝尔格莱德红星
施積出生於塞爾維亞巴奇卡托波拉，球员生涯起初只在當地的業餘隊伍作賽，其後他以出色的表現，於2003年加入當地班霸球隊贝尔格莱德红星，他為贝尔格莱德红星作賽的三個球季中，合共出賽110場，並射入了71球。
桑坦德
在2006年8月29日，施積與西班牙球隊桑坦德簽署了一份為期4年的合約。2007年4月1日，在對賽與畢爾包的西甲賽事當中，他為球隊上演了一場帽子戲法，以5比4擊敗對手。在比賽中，施積以高大的身材壓過對手矮小的老將球員。他在桑坦德的一季西甲中合共取得12個入球。
華倫西亞
在2007年8月8日，天空體育報導，華倫西亞提供了一份1900萬歐元為期五年的合同給施積，許多其他俱樂部，如雲達不萊梅及曼城都有試圖與他簽約，最後他選擇與華倫西亞簽約，以2000萬英鎊由桑坦德轉投華倫西亞，經過身體檢查後，於華倫西亞主場馬斯泰拿球場亮相。
施積在華倫西亞的第一個進球是在西班牙杯的賽事對陣皇家聯盟，最終以2比1勝出賽事，2007年12月22日，施積為華倫西亞射入他自己的第一個西甲入球，而該場賽事是對陣皇家薩拉戈薩，最終以2比2打和。此外在1月時，他拒絕以租借身份形式為英格蘭球隊樸茨茅夫作賽。
施積拒絕為樸茨茅夫作賽後，又想以租借身份重返桑坦德，但施積最後同意留下為華倫西亞在2008至2009年度西甲賽事作賽，但他沒有為華倫西亞出賽，因此他在2008年12月底前被租借往桑坦德。在2009年6月，有傳施積將轉投新特蘭，但最終沒有實現。其後施積以租借身份重返桑坦德直至賽季結束。
伯明翰城
2010年5月26日，施積與英超球隊伯明翰城簽署了一份為期四年的合同，轉會費並沒有透露，但傳媒的猜測施積的轉會費約為600萬英鎊。日吉奇首場比賽是作客對新特蘭，在58分鐘替換上場，而伯明翰在2-0落後下成功造成平手取得一分。
他的首個進球是在2010年9月21日英格蘭聯賽盃對米尔顿凯恩斯，以3-1晉級下一輪。他的聯賽首球在10月16日出現，該場對阿仙奴比賽中他先開紀錄，但被對手以2-1反勝。之後在英格蘭聯賽盃對同市宿敵阿士東維拉，他的84分鐘進球使球隊晉級至半決賽。2011年2月，日吉奇連續三場聯賽取得進球，更於聯賽盃對阿仙奴的決賽以頭球先開紀錄，以身高優勢力壓對方防守球員，並使對方防守球員失誤導致奥巴费米·马丁斯打進致勝球，使伯明翰以2-1擊敗阿仙奴取得自1963年來伯明翰第一個重要冠軍。不過之後由於受到傷患影響，上場時間大減，球隊進攻力下趺並在最後一輪聯賽不敵熱刺，來季降級至英格蘭冠軍聯賽。
2011年10月對列斯聯賽事中取得首個賽季進球，主場以1-0取勝。作客列斯聯更個人攻入四球，以4-1大勝。2011/12賽季他只打進11個聯賽進球，當中五球是在列斯聯身上取得。
由於伯明翰陷入財困危機，而日吉奇的5萬鎊週薪成為球會包袱，夏天轉會結束前西甲球會馬略卡有興趣羅致日吉奇，但他拒絕離隊。2012/13聯賽揭幕日對查尔顿竞技賽事中，他在比賽結束前打進一球，使球隊追成平手取得一分。2013年2月15日，伯明翰教練李爾·奇勒批評日吉奇的訓練態度，隨即被棄用。之後雖然偶有上場機會，但都是以替補身份比賽。該賽季他在聯賽打進11球，同時亦兩次紅牌離場。
2013/14賽季，日吉奇在上半季大多是以替補身份上場，至下半季才有較多先發上場機會。他的表現平淡，全季只在聯賽打進七球，但當中最重要的一球是聯賽閉幕日作客對博尔顿，76分鐘博尔顿打進第二球以2-0領先，伯明翰似乎篤定降級，78分鐘日吉奇身高優勢打進一球，保罗·卡迪斯在93分鐘絕殺使伯明翰保級成功，以第21名結束賽季。
2014年6月11日，伯明翰時任領隊李爾·奇勒向傳媒透露球會曾向日吉奇提出新合約條件，但其及其經理人並沒有接受，相信他會離隊。
2014年11月18日，伯明翰証實日吉奇正跟隨球會操練，其於夏季離開伯明翰後並沒有加入其他球會。
2014年12月4日，伯明翰與34歲的日吉奇簽署合約至球季結朿。

### 國家隊
儘管日吉奇在貝爾格勒紅星的表現出色，並在2004年首次代表國家隊上場，但要在2005年中才取得穩定的國家隊席位，當時國家隊教練為伊利亚·佩特科维奇。
在2005年9月的2006年世界盃資格賽塞爾維亞作客西班牙的比賽中，塞爾維亞半場以1-0落後，且被對手完全壓制。換邊後日吉奇替補上場改邊了形勢，塞爾維亞追成平手，之後他的關鍵傳球給马特亚·凯日曼使塞爾維亞有機會反勝，但後者射失。之後在主場對波斯尼亞和黑塞哥維那賽事中，日吉奇助攻給凯日曼攻入致勝的一球。
日吉奇只在2006年世界盃最後一場分組賽以首發身份上場，但當時球隊已確定無緣淘汰賽。他在比賽的第10分鐘打進一球，但球隊仍以3-2敗于科特迪瓦。
哈维尔·克莱门特新任國家隊教練，日吉奇仍舊是國家隊大軍名單，但他的狀態有所下趺。2007年3月24日2008年欧洲足球锦标赛外围赛對哈薩克的賽事中，他在比賽結束前取得紅牌離場。
2010年世界盃資格賽中，他與馬爾科·潘特利奇的鋒線組合扮演了相當重要的角色，個人共在該賽事中打進三球，並參加了2010年世界盃。
2010年11月17日對保加利亞的友誼賽中，他雖然打進致勝球，但在完場前因累積兩黃牌而提前離場。2012年欧洲足球锦标赛資格賽中，縱使他在該項賽事共打進三球，但塞爾維亞仍無緣決賽週。之後德扬·斯坦科维奇和內馬尼亞·維迪奇宣佈退出國家隊生涯，日吉奇被任命為隊長，但在2011年對墨西哥和洪都拉斯賽事中以隊長身份比賽。但2013年6月起，他再沒有被徵召上國家隊。

## 榮譽
貝爾格勒紅星
- 塞尔维亚足球超级联赛：2003/04年、2005/06年；
- 塞黑盃：2003/04年、2005/06年；

華倫西亞
- 西班牙國王盃：2007/08年；

伯明翰城
- 英格蘭聯賽盃：2010/11年；